# Gerald Gutierrez
Gerald Gutierrez (Brooklyn, Nueva York, EE. UU., 3 de febrero de 1950-Brooklyn., 29 de diciembre de 2003) fue un director de escena estadounidense galardonado en dos años consecutivos (1995 y 1996) con el Tony a la mejor dirección en una obra de teatro. 

## Carrera
Se graduó en el Midwood High School en Brooklyn, Nueva York, y más tarde en la Escuela Juilliard, e inicialmente trabajó como intérprete. Más adelante empezó dirigir Off-Broadway, a menudo en Playwrights Horizontes. Dirigió, entre otros, las siguientes obras en el Lincoln Center: El más Feliz Fella (1992), La heredera (1995), Un delicado equilibrio (1996) y Cena a las ocho (2002). Su trabajo con La heredera y Un delicado equilibrio se recibió desde Playbill como unas «representaciones prácticamente perfectas de aquellas obras».
De La heredera, el crítico del Variety escribió: «A pesar de que la dirección de Gerald Gutierrez no puede ser desconsiderada, La heredera no es para cualquier director “de teatro”. En la mano segura de Gutierrez, el reparto excepcional nunca falla».  Dirigió la obra de Wendy Wasserstein Isn’t It Romantic en 1983. Los dos se hicieron muy amigos.
Se dijo de él desde el The New York Times que tenía «una obsesión con el detalle que hacía que cada producción marchase como un reloj perfectamente calibrado», y que acometía una «feroz» búsqueda. André Bishop, amigo cercano de Gutierrez, dijo que «de todos los directores que conozco, fue el único que combinó un escrupuloso sentido de realidad con un estilo y un instinto enormes.»

## Fallecimiento
Gutierrez murió mientras dormía víctima de un fallo respiratorio.

## Premios y nominaciones
Gutierrez estuvo nominado para el Tony a la mejor dirección de una obra de teatro por Abe Lincoln in Illinois. Lo ganó en 1995 con La heredera y en 1996 con Un delicado equilibrio.